# Błota Olmańskie
Błota Olmańskie także Bagna Olmańskie (biał. Альманскія балоты; ros. Ольманские болота; ukr. Ольманські болота); Rezerwat Krajobrazowy Błota Olmańskie (biał. Ландшафтны заказнік Альманскія балоты; ros. Ландшафтный заказник Ольманские болота) – leśno-torfowiskowy rezerwat krajobrazowy położony na Białorusi, w obwodzie brzeskim, w rejonie stolińskim. Błota Olmańskie rozciągają się również na Ukrainie, w obwodzie rówieńskim.
Na terytorium Białorusi Błota Olmańskie w większości znajdują się pod ochroną. Po ukraińskiej stronie granicy są częściowo chronione w ramach rezerwatu przyrody Rówieński.
Nazwa pochodzi od wsi Olmany.

## Historia
Liczne bagna i torfowiska występujące niegdyś na Polesiu zostały zmelioryzowane w XX w., głównie w czasach sowieckich.
W latach 20. i 30. XX w. Władysław Szafer zaproponował utworzenie na terenie Błot Olmańskich, ówcześnie znajdujących się w Polsce, rezerwatu przyrody. Pod koniec lat 30. Stanisław Kulczyński dostarczył naukowych podstaw do utworzenia tego rezerwatu, jednak wybuch II wojny światowej zniweczył te plany.
Pod koniec lat 50. sowiecki botanik Nikołaj Smolski powrócił do pomysłu objęcia poleskich krajobrazów bagiennych ochroną. Same Błota Olmańskie nie zostały nią objęte przez poligonowi wojskowy, który był na nich zlokalizowany, jednak dzięki poligonowi uniknęły melioryzacji. W 1998 zostały one objęte ochroną jako rezerwat krajobrazowy o znaczeniu krajowym. W 2001 został on wpisany na listę konwencji ramsarskiej.

## Powierzchnia
Błota Olmańskie są jednym z największych w Europie kompleksem torfowisk niskich, wysokich i przejściowych, który zachował się do czasów współczesnych w naturalnym stanie. Rezerwat Krajobrazowy Błota Olmańskie obejmuje obszar 936,99 km². 50% jego powierzchni stanowią lasy, 40% otwarte bagna oraz torfowiska, 5% rzeki i ich nadbrzeża oraz 5% inne tereny. Do 1% powierzchni rezerwatu zajmują tereny przekształcone przez człowieka. Pomiędzy bagnami i torfowiskami znajdują się liczne wydmy porośnięte lasem.
Od północnego wschodu rezerwat graniczy z Rezerwatem Wodno-Bagiennym Stary Żadzien, który stanowi połączenie Błot Olmańskich z Prypeckim Parkiem Narodowym. Te trzy obszary chronione tworzą razem liczący ponad 200 000 ha Poleski Rezerwat Biosfery Prypeć.

## Hydrologia
Błota Olmańskie położone są w międzyrzeczu Lwy (Mostwy) i Stwihy. Na terenie rezerwatu znajduje się 25 jezior. Największe z nich Jezioro Zasumińskie Wielkie i Jezioro Zasumińskie Małe obejmują łącznie 100 ha. Pozostałe jeziora nie przekraczają powierzchni 5 ha. Warunki hydrologiczne są stabilne.
W części rezerwatu istnieje stara sieć melioracyjna z początku XX w. Kanały są jednak całkowicie lub częściowo zniszczone, przez co nie wpływają one w znacznym stopniu na gospodarkę wodną.

## Fauna i flora

### Fauna
Błota Olmańskie zamieszkuje 151 gatunków ptaków, z których 25 jest wpisanych do Czerwonej Księgi Białorusi. Wśród nich występują: orlik grubodzioby, rycyk, kulik wielki, żuraw zwyczajny, puszczyk mszarny oraz głuszec zwyczajny.
Ssaki reprezentuje 26 gatunków, w tym 3 wpisane do Czerwonej Księgi Białorusi. Należą do nich m.in. norka europejska, wydra europejska, ryś euroazjatycki, borsuk europejski oraz orzesznica leszczynowa.
Z gadów występują m.in. żółw błotny i gniewosz plamisty.
Licznie reprezentowana jest gromada owadów. Na Błotach Olmańskich żyją m.in. biegacz wręgaty, biegacz fioletowy, biegacz skórzasty, tęcznik mniejszy, szlaczkoń torfowiec, mszarnik jutta i trzmiel żółty.

### Flora
Na terenie rezerwatu stwierdzono występowanie 687 gatunków roślin, z których 12 jest wpisanych do Czerwonej Księgi Białorusi. Występują m.in. turzyca cienista, kokorycz wątła, rosiczka pośrednia, widłaczek torfowy, grzybienie białe, sasanka łąkowa, wierzba borówkolistna, kosaciec syberyjski, szałwia łąkowa, lilia złotogłów, salwinia pływająca i fiołek bagienny.

## Działalność człowieka
Na terenie Rezerwatu Krajobrazowego Błota Olmańskie zlokalizowane jest lotnisko wojskowe oraz poligon, na którym ograniczono szkolenia. Zezwolone jest polowanie, rybołówstwo oraz zbieractwo grzybów i jagód. Prowadzi się także regulowaną gospodarkę leśną (rocznie pozyskuje się średnio 35 000 m³ drewna).
W 2016 zatwierdzono projekt budowy przez tereny rezerwatu drogi. Został on oprotestowany przez ekologów, którzy uważali, że grobla zmieni stosunki hydrologiczne bagien. Zdaniem naukowców oraz władz droga pozwoli szybciej reagować na nękające rezerwat pożary torfu. Kolejna droga powstała w 2018.
W 2018 na terenie rezerwatu odkryto nielegalne kopalnie torfu.

## Zagrożenia
Za główne zagrożenie dla Błot Olmańskich uważa się pożary torfowisk. Jako zagrożenie wymieniane są także nieograniczony zbiór żurawiny zmniejszający bazę paszową dla niektórych zwierząt, wypas zwierząt gospodarczych oraz kłusownictwo.